# Sara Rezat
Sara Rezat ist eine deutsche Germanistin.

## Leben
Von 1996 bis 2002 studierte sie an der Hochschule für Musik Detmold (Schulmusik, Instrumentalpädagogik) und von 1996 bis 2002 an der Universität Paderborn (Lehramt Sek. I/II Deutsch) (2002 1. Staatsprüfung Lehramt Sekundarstufe I/II (Deutsch/Musik)/2002 Diplom Musikpädagogik (Studienrichtung Instrumentalpädagogik, Hauptfach: Flöte), HfM Detmold). Nach der Promotion 2006 zum Dr. phil. (Germanistische Sprachwissenschaft, Universität Paderborn) war sie von 2007 bis 2015 Studienrätin im Hochschuldienst am Institut für Germanistik der Justus-Liebig-Universität Gießen. Seit 2017 ist sie W2-Professorin für Germanistische Sprachdidaktik an der Universität Paderborn.
Ihre Forschungsschwerpunkte sind Schreib- und Textdidaktik, Textprozeduren, argumentierendes Schreiben, digitales Schreiben, materialgestütztes Schreiben und sprachliche Aspekte des Lernens im Fachunterricht.

## Schriften (Auswahl)
- mit Fritz Pasierbsky: Überreden oder überzeugen? Sprachlichen Strategien auf die Schliche kommen. Tübingen 2006, ISBN 3-86057-290-3.
- Die Konzession als strategisches Sprachspiel. Heidelberg 2007, ISBN 3-8253-5313-3.
- mit Helmuth Feilke, Katrin Lehnen und Michael Steinmetz: Materialgestütztes Schreiben lernen. Grundlagen – Aufgaben – Materialien. Sekundarstufen I und II. Braunschweig 2016, ISBN 3-507-41750-2.